# P-blok
P-blok u periodnom sustavu čine elementi koji u valentnoj ljusci, osim ns2 elektrona imaju i np1-6 elektrone. U P elemente ne spadaju vodik i helij, jer su njihove elektronske konfiguracije 1s1 i 1s2.
Grupe P-bloka su:
- 13: Borova skupina
- 14: Ugljikova skupina
- 15: Dušikova skupina
- 16: Halkogeni elelementi
- 17: Halogeni elementi
- 18: Plemeniti plinovi

Elementi P-bloka kao elementarne tvari mogu biti metali, polumetali i nemetali. Nastupaju u različitim oksidacijskim stanjima gradeći ionska i kovalentna sjedinjenja. Maksimalna oksidacijska stanja odgovaraju sumi valentnih s i p elektrona. Članovi parnih skupina (14. i 16.) grade stabilna parna oksidacijska stanja (ugljik(IV): CO2, silicij(IV): SiO2, olovo(IV): PbO2; ugljik(II): CO, kositar(II): SnCl2, olovo(II): PbSO4), a članovi neparnih skupina (13., 15. i 17.) su stabilni u neparnim (aluminij(III): Al2O3; dušik(V): HNO3; klor(VII): HClO4).

## Poveznice
- Blok u periodnom sustavu
  - S-blok
  - P-blok
  - D-blok
  - F-blok
  - G-blok

- Elektronska konfiguracija